# Conus balteus
Conus balteus é uma espécie de gastrópode do gênero Conus, pertencente a família Conidae.